# Imitance
Imitance je společný název pro impedanci (zdánlivý odpor) a admitanci (zdánlivá vodivosti). Tohoto pojmu se užívá v případech, kdy je jedno, zdali se hovoří o impedanci nebo admitanci obvodu. Existují měřicí přístroje, které imitanci různým způsobem zjišťují (viz externí odkazy).